# Moskvitch G1
El Moskvitch G1 fue un automóvil deportivo de Moskvitch fabricado en 1951 por el ingeniero I. Gladilin, siendo este el primer auto de Moskvitch en ser producido específicamente para carreras.

## Características
El monoplaza era impulsado por un motor de 1100 cc con 70 hp (52 kW de potencia) que le daba una velocidad máxima de 190 km/h (118 mph). El motor era derivado del que se usaba en el Moskvitch 405, pero fue después reemplazado por el motor que tenía el Moskvitch 407.
Para darle más potencia, el motor estaba configurado para usar cuatro carburadores (como el anterior Moskvitch 404 Sport) tomados de la motocicleta Izh-49. Este auto pesaba unos 670 kg (1476 lb) y fue la base para futuros autos de carreras como el G2.
- Datos: Q9035297